# Michael Beleites

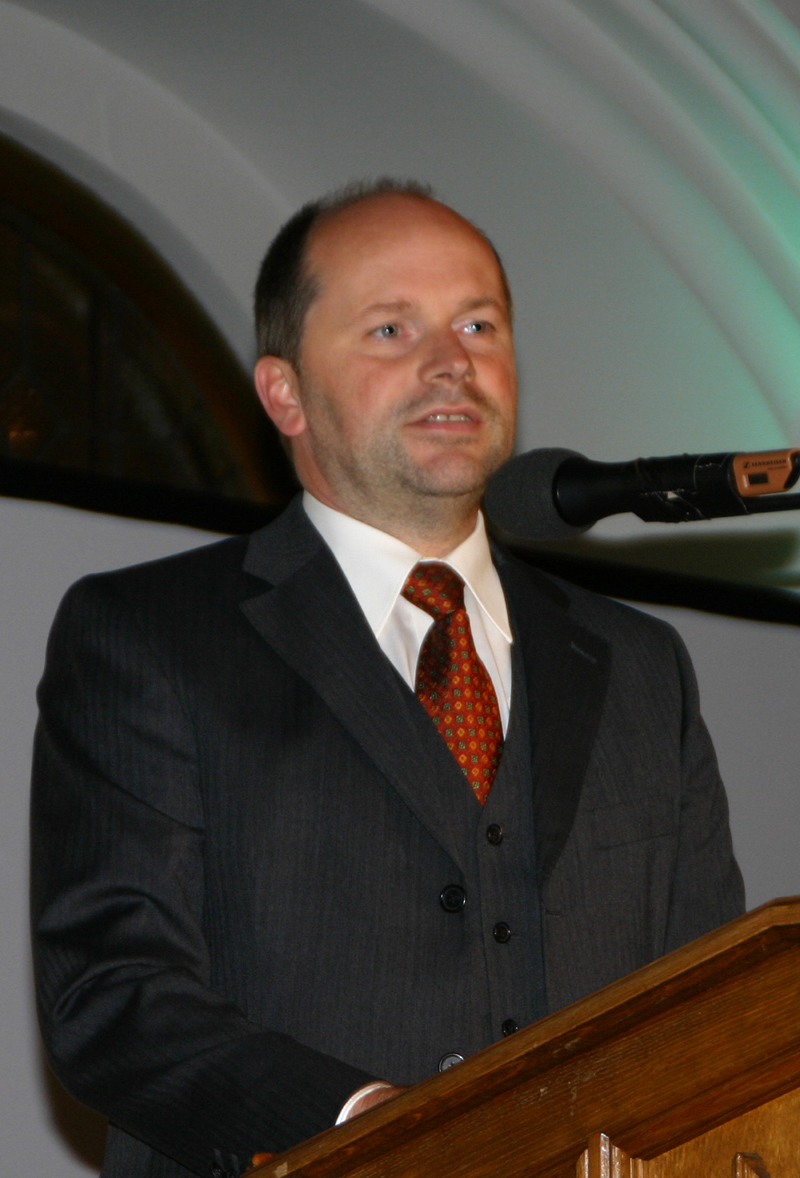
Michael Beleites (Oktober 2008)

Michael Beleites (* 30. September 1964 in Halle (Saale)) ist studierter Landwirt und war ein wichtiger Akteur der Umweltbewegung in der DDR.

## Leben
Beleites ist der Sohn eines Pfarrers. Sein Bruder ist Johannes Beleites. Von 1981 bis 1983 absolvierte er eine Ausbildung zum zoologischen Präparator in Gera und Berlin. Seit 1982 war er in kirchlichen Friedens- und Umweltinitiativen aktiv. Seit dieser Zeit wurde er vom MfS mit dem Operativen Vorgang „Entomologe“ verfolgt (u. a. Reisesperren, Verhinderung von Abitur und Studium). 1984 war er Initiator der ersten Protestaktionen gegen Umweltzerstörung in der Chemieregion Wolfen-Bitterfeld und zusammen mit Reinhard Falter einer blockübergreifenden Parallelaktion der Friedensbewegungen in Fulda und Meiningen. In den Folgejahren organisierte er beide Treffen zwischen der ost- und westdeutschen Friedensbewegung in der ČSSR, Ungarn und Polen.
Seit 1986 recherchierte er illegal zu den gesundheitlichen und ökologischen Folgen des Uranabbaus der SDAG Wismut. 1988 hielt er auf der 1. Ökumenischen Versammlung in Dresden einen Vortrag zum „Uranbergbau in der DDR“, das Kirchliche Forschungsheim Wittenberg veröffentlichte seine Dokumentation Pechblende – Der Uranbergbau in der DDR und seine Folgen.
1989 war er Mitglied des Bürgerkomitees zur MfS-Auflösung in Gera, 1990 Berater des Neuen Forums beim Zentralen Runden Tisch und engagierte sich für eine Öffnung der Stasi-Akten. In diesem Jahr war er auch Mitbegründer von Greenpeace in der DDR.
1991 war er Berater von Greenpeace in Hamburg und 1992 als Berater der Fraktion Bündnis 90/Die Grünen im Sächsischen Landtag aktiv. Von 1992 bis 1995 studierte er Landwirtschaft an der Humboldt-Universität Berlin und der Fachschule für Landwirtschaft in Großenhain. Für das Kirchliche Forschungsheim in Wittenberg erstellte er 1996 und 1998 Ausstellungen über Otto Kleinschmidt.
Von Dezember 2000 bis Dezember 2010 amtierte Beleites als Sächsischer Landesbeauftragter für die Stasi-Unterlagen. Seit 2011 lebt er als Gärtner, freier Autor und Referent in Blankenstein bei Dresden. 2014 publizierte er seine jahrzehntelangen Naturbeobachtungen und die auf diesen beruhenden Schlussfolgerungen im Buch Umweltresonanz – Grundzüge einer organismischen Biologie. Sein 2016 veröffentlichter Rückblick auf die Umweltbewegung in der DDR mit dem Titel Dicke Luft: Zwischen Ruß und Revolte erschien auch als Sonderausgabe für die Sächsische Landeszentrale für politische Bildung. In diesem Buch konstatiert er mit Blick auf die heutige Umweltzerstörung in China, Südostasien, Afrika und Südamerika infolge des westlichen Konsums, dass Menschen, die deshalb von dort nach Europa kommen, geholfen werden müsse.
Beleites nahm vom 19. bis 21. Januar 2018 an der 18. Winterakademie des rechten Instituts für Staatspolitik (IfS) als Referent teil. Durch einen Artikel im Spiegel, der sich laut Überschrift mit dem Engagement ehemaliger DDR-Bürgerrechtler für die AfD befasst, sieht er sich verleumdet und diffamiert, da er „nie Mitglied der AfD oder einer ihr nahestehenden Organisation“ gewesen sei, sich auch „nie bei der AfD engagiert“ habe und auch die ihm unterstellte „rechte Gedankenwelt“ als unzutreffend ansieht. Er habe sich „nicht vorstellen können, in die rechte Ecke gestellt zu werden, weil [er] mit Rechten geredet habe“, sagte er der Mitteldeutschen Zeitung. Der Historiker  Martin Sabrow sieht ihn hingegen im politisch rechten Spektrum. Bei der Landtagswahl in Sachsen 2019 kandidierte er für die Freien Wähler als Direktkandidat im Wahlkreis Sächsische Schweiz-Osterzgebirge 4 und auf Listenplatz 13. Beleites schrieb auch für die vom IfS herausgegebene Sezession sowie für das neurechte Umweltmagazin Die Kehre und trat als Vortragender bei der rechtsextremen Burschenschaft Normannia Jena auf.
Michael Beleites ist verheiratet und hat drei Kinder.

## Publikationen
- Pechblende – der Uranbergbau in der DDR und seine Folgen, Lutherstadt Wittenberg 1988 Hektographiertes Manuskript. Kirchliches Forschungsheim Wittenberge 1988. Die Studie erschien 1992 in Buchform unter dem Titel Altlast Wismut im Verlag Brandes & Apsel Frankfurt/M.[20]
- Untergrund. Ein Konflikt mit der Stasi in der Uran-Provinz. BasisDruck, Berlin 1991, ISBN 3-86163-044-3.
- Altlast Wismut. Ausnahmezustand, Umweltkatastrophe und das Sanierungsproblem im deutschen Uranbergbau. Frankfurt (Main) 1992.
- Michael Beleites, Friedrich-Wilhelm Graefe zu Baringdorf, Robert Grünbaum (Hrsg.): Klassenkampf gegen die Bauern. Die Zwangskollektivierung der ostdeutschen Landwirtschaft und ihre Folgen bis heute. Metropol, Berlin 2010, ISBN 978-3-940938-96-1.
- Die Zukunftsfragen nicht aus dem Blick verlieren. Gedanken nach zehn Jahren als Landesbeauftragter für die Stasi-Unterlagen. In: Horch und Guck Heft 71 (01/2011), S. 70–75 (im Netz).
- Leitbild Schweiz oder Kasachstan? Zur Entwicklung der ländlichen Räume in Sachsen. AbL Bauernblatt Verlags GmbH, Hamm, 2012, ISBN 978-3-930413-54-6.
- Umweltresonanz – Grundzüge einer organismischen Biologie. Telesma-Verlag, Treuenbrietzen, 2014, ISBN 978-3-941094-13-0.
- Dicke Luft: Zwischen Ruß und Revolte. Die unabhängige Umweltbewegung in der DDR. Evangelische Verlagsanstalt, Leipzig, 2016, ISBN 978-3-374-04271-5
- Lebenswende. Degeneration und Regeneration in Natur und Gesellschaft. (in der Reihe Natur. Wissenschaft. Philosophie.) Manuscriptum Verlagsbuchhandlung. Lüdinghausen, 2020, ISBN 978-3-948075-23-1